# Rita Angus

Rita Angus

Rita Angus, geborene Henrietta Catherine Angus, später offiziell Henrietta Catherine McKenzie, Pseudonym Rita Cook, (* 12. März 1908 in Hastings, Neuseeland; † 25. Januar 1970 in Wellington, Neuseeland) war eine neuseeländische Malerin. Ab den 1960ern mit zu den wichtigsten Akteuren der neuseeländischen Kunst zählend, wurde sie als Pionierin der modernen Malerei in Neuseeland angesehen.

## Frühe Jahre
Henrietta Catherine Angus wurde am 12. März 1908 als ältestes Kind der Eheleute Ethel Violet Crabtree und William McKenzie Angus in Hastings, Neuseeland geboren. Sie hatte sechs Geschwister. Ihr Vater, ein gelernter Schreiner, eröffnete später eine Baufirma, die W. M. Angus Limited. Kurz nach Henriettas Geburt zog die Familie nach Palmerston North. Henrietta wuchs dort auf und besuchte später zwei Primary Schools, die in Palmerston North und die in Napier, je nachdem wo ihr Vater gerade arbeitete. Mit 14 Jahre wechselte sie zur Girls’ High School in Palmerston North, an der sie bis 1926 blieb und von ihrem Kunstlehrer gefördert wurde. Im Februar 1927 schrieb sie sich in die Canterbury College School of Art in Christchurch ein, studierte dort Malerei und Kunstgeschichte mit einer Unterbrechung bis 1933, schloss aber nie mit einem Diplom ab.

## Leben als Malerin
Ihr erstes anerkanntes Werk stellte ein Selbstporträt aus dem Jahre 1929 dar, gefolgt von einer Naturlandschaft ein Jahr später. Am 13. Juni 1930 heiratete sie den Künstlerkollegen Alfred Herbert Owen Cook in Christchurch und begann im selben Jahr unter dem Künstlernamen Rita Cook mit der Canterbury Society of Arts erstmals ihre Werke auszustellen. Ein Jahr später arbeitete sie zusammen mit Cook in Napier und verarbeitete die Eindrücke des Hawke’s-Bay-Erdbeben von 1931, dass das Stadtzentrum von Napier seinerzeit fast total zerstört hatte. 1932 folgte eine Ausstellung mit The Group, einer informellen Künstlervereinigung aus Christchurch.
1934 trennt sich Angus von ihrem Mann und vollzog 1939 die Scheidung. Die Trennung brachte Angus finanziell und gesellschaftlich in eine schwierige Lage. Sie lebte über Jahre hinweg bis in die 1940er hinein von Kurzzeitjobs, verdiente sich als Lehrer und zeitweise als Illustratorin für eine Zeitung. Doch untätig in Sachen Malerei und in ihrer Selbstfindung als Frau und Künstlerin war sie keineswegs. Bis in die späten 1930er entstanden ihre allgemein hin bekanntesten Werke und mit einem Rückblick auf diese Zeit soll sie einmal geschrieben habe, dass "ihre feministische Sicht eine normale Entwicklung einer Frau ist".
Nach der Trennung von ihrem Mann, nahm Angus den Namen Rita Mackenzie an, den Mädchennamen ihrer Großmutter, signierte aber ihre Bilder weiterhin mit Rita Cook. Sie nutzte die Signatur bis 1946, verwendete aber auch ab 1941 manchmal die Signatur R. McKenzie oder R. Mackenzie, nachdem sie per Namensänderungsurkunde ihren Namen in Henrietta Catherine McKenzie geändert hatte. Später signierte sie ausschließlich mit dem Namen Rita Angus, unter dem sie später auch landesweit bekannt wurde.
Mit Beginn des Zweiten Weltkriegs übernahm Angus pazifistische Positionen, verweigerte Arbeiten, die mit Kriegshandlungen in Verbindung gebracht werden konnten und arbeitete auf einer Tabakplantage nahe Pangatotara, westlich von Nelson. Einige ihrer Arbeiten entstanden in dieser Zeit und zeigen ihre pazifistische Grundhaltung.
1948 stellte sie das Malen aufgrund einer Erkrankung ein und musste sich ein Jahr später in psychiatrische Behandlung begeben. 1951 kam sie wieder zurück nach Christchurch und beschäftigte sich mit der Landschaftsmalerei bevorzugt in der Region Otago, zog aber 1955 nach Wellington, wo sie sich im Stadtteil Thorndon niederließ. 1957 hatte sie ihre erste eigene Ausstellung in Wellington und ein Jahr später gab ihr die Association of New Zealand Art Societies die Möglichkeit in England und Europa Kunst zu studieren. Zurück in Neuseeland arbeitete sie an unterschiedlichen Projekten, wobei die Wandmalerei in der Girls’ High School in Napier wohl einer ihrer ungewöhnlichsten Jobs war.
Im November 1969 musste sie wegen einer Krebserkrankungen in Wellington ins Krankenhaus, indem sie am 25. Januar 1970 verstarb.

## Ausstellung ihrer Werke
- 1930 – Canterbury Society of Arts, Christchurch
- 1932 – The Group, Christchurch
- 1940 – National Centennial Exhibition of New Zealand Art, Dunedin (am 19. Februar 1940)[8]
- 1957 – Ihre erste eigene Ausstellung in der Art Centre Gallery in Wellington (es folgten weitere 1961, 1963, 1964 und 1967)
- 1965 – Commonwealth Institute, London (Titel: Contemporary Painting in New Zealand)
- 1969 – Smithsonian Institution, Washington, D.C., (Titel: New Zealand Modern Art)
- 1982 – The National Art Gallery, Wellington (von 1982 bis 1983)[1]
- 2008 – Museum of New Zealand Te Papa Tongarewa, Wellington, (Titel: Rita Angus – Live & Vision) Ausstellung mit 200 Werken zu ihrem 100. Geburtstag (Online noch einsehbar).[9] Die Ausstellung ging dann auf Tour durch Neuseeland und wurde mit über 140 Werken vom 5. März 2009 bis zum 5. Juli 2009 in Christchurch gezeigt.[10] Die Ausstellung ist Online noch einsehbar.

## Videobeiträge
- Rita Angus - Cass. Christchurch Art Gallery, abgerufen am 13. Januar 2015 (englisch, Einführung zu Angus bekanntestem Werk, Cass von 1936. Webseite mit Audiodatei 2:44 min).
- Lovely Rita Television, 2007 (Documentary, Arts/Culture). (Video MPEG-4-Format (6:11 min)) NZOnScreen, abgerufen am 14. Januar 2015 (englisch, Dokumentation über die Malerin Rita Angus).